# 大井剛史
大井 剛史（おおい たけし、1974年 - ）は、日本の指揮者。

## 人物・来歴
栃木県宇都宮市出身。17歳より松尾葉子に師事し、指揮法を学ぶ。東京芸術大学音楽学部指揮科を卒業後、1999年同大学大学院音楽研究科指揮専攻修了。学内にて若杉弘、岩城宏之に指導を受ける。
その後、スイス、イタリア各地の夏期講習会において、ジェームズ・レヴァイン、クルト・マズア、ジャンルイジ・ジェルメッティ、イサーク・カラブチェフスキーに指導を受ける。
また、聖徳大学音楽学部非常勤講師、くらしき作陽大学非常勤講師として後進の指導も行った。尚美ミュージックカレッジ専門学校客員教授。

## 受賞歴
- 1996年 安宅賞受賞
- 2008年10月 第10回アントニオ・ペドロッティ国際指揮者コンクール（イタリア・トレント）において第2位入賞

## 指揮活動歴
- 2000年9月から2001年12月まで仙台フィルハーモニー管弦楽団副指揮者
- 2009年から2016年3月までニューフィルハーモニーオーケストラ千葉常任指揮者
- 2009年から2013年3月まで山形交響楽団指揮者、2013年4月から2017年3月まで同楽団正指揮者
- 2014年1月より東京佼成ウインドオーケストラ正指揮者
- オペラやバレエの分野において、公演の副指揮者や指揮者として、新国立劇場、東京二期会などでの出演、共演がある。

## その他
- 株式会社ジャパン・アーツのマネージメントを受けている